# Jakob Brendel
Jakob Brendel   (Espira, 18 de setembre de 1907 - Nuremberg, 13 de febrer de 1964) va ser un lluitador alemany, especialista en lluita grecoromana, que va competir durant la dècada de 1930.
El 1932 va prendre part en els Jocs Olímpics de Los Angeles, on guanyà la medalla d'or en la competició del pes gall del programa de lluita grecoromana. Quatre anys més tard, als Jocs de Berlín, guanyà la medalla de bronze en la mateixa categoria del pes gall.
En el seu palmarès també destaquen tres medalles al Campionat d'Europa de lluita, una d'or, una de plata i una de bronze; i cinc campionats nacionals.